# This Time Around (musikalbum)
This Time Around är det amerikanska pop/rock-bandet Hansons andra studioalbum som kom ut 2000.

## Låtförteckning
1. "You never know" – 3:04
2. "If only" – 4:30
3. "This time around" – 4:17
4. "Runaway run" – 3:40
5. "Save me" – 3:40
6. "Dying to be alive" – 4:37
7. "Can't stop" – 4:24
8. "Wish that I was there" – 3:39
9. "Love song" – 4:06
10. "Sure about it" – 3:27
11. "Hand in hand" – 4:37
12. "In the city" – 3:27
13. "A song to sing" – 3:35

Alla låtar är skrivna av Isaac Hanson, Taylor Hanson och Zachary Hanson.